# Edgar Prestage
Edgar Prestage (1869-1951) fue un historiador y lusista británico.
Formado en Oxford, se convirtió al catolicismo a temprana edad. Interesado por la historia y la lengua portuguesa, visitó con frecuencia Portugal desde la década de 1890, investigando en sus archivos sobre diversos temas históricos y literarios. Fue elegido miembro de la Academia de Ciencias de Lisboa ya entonces. Durante la Primera Guerra Mundial ejerció como agregado cultural de la Embajada británica en Lisboa. En 1923, fue nombrado profesor de portugués en el King's College de la Universidad de Londres, posición que mantuvo hasta 1936. Sus aportaciones sobre variados aspectos de la cultura portuguesa le convirtieron en pionero de la investigación sobre Portugal y la lusofonía en medios académicos británicos.